# Kanae Minato
Kanae Minato (湊かなえ Minato Kanae?, 1973) es una escritora japonesa sobre ficción criminal y suspenso. Es miembro de Mystery Writers of Japan y de Honkaku Mystery Writers Club of Japan. En 2015 recibió el premio Alex Awards.

## Biografía
Comenzó a escribir cuando tenía treinta años. Su primera novela, Confesiones, se convirtió en un éxito de ventas y ganó el Premio de los Libreros Japoneses.
En su juventud era una fanática de las novelas de misterio de Edogawa Ranpo, Maurice Leblanc, Agatha Christie, Keigo Higashino, Miyuki Miyabe y Yukito Ayatsuji .
Ha sido descrita en Japón como «la reina del iyamisu».  Iyamisu es un subgénero de la ficción de misterio que trata sobre episodios espeluznantes y el lado oscuro de la naturaleza humana. El término fue creado en 2006 por el crítico de misterio Aoi Shimotsuki.  Ha habido un auge del iyamisu en Japón desde aproximadamente el año 2012. Kanae Minato, Mahokaru Numata y Yukiko Mari son considerados representantes de este género en Japón. 
La edición en inglés de Las Confesiones de Minato, publicada en agosto de 2014, fue descrita por un crítico como "la chica desaparecida de Japón". 
Wall Street Journal seleccionó Confesiones como uno de los 10 mejores misterios de 2014. 

## Obras
- Confesiones (título original: Kokuhaku ) [8]ISBN 9780316200929 ,
- Penitencia (título original: Shokuzai )[9] OCLC 956626339

## Premios y nominaciones

### Premios japoneses
- 2007 – Premio Shosetsu Suiri Nuevos Escritores: "El Santo" (El primer capítulo de su novela Confesiones).
- 2009 – Premio de los Libreros Japoneses: Confesiones.
- 2012 - Premio Escritores de Misterio de Japón al Mejor Cuento: "Umi no Hoshi".

### Premios estadounidenses
- 2015 – Premio Alex: Confesiones.[10]
- 2015 – Nominada al premio Strand Critics a la mejor primera novela: Confesiones.[11]
- 2015 – Nominada al Premio Shirley Jackson a la Mejor Novela: Confesiones.[12]